# Summerfield (Louisiane)
Pour les articles homonymes, voir Summerfield.
Summerfield est un village dans le nord-est de la paroisse de Claiborne, dans l'État de la Louisiane aux États-Unis. Secteur non constitué en municipalité, il se trouve à 28 km à l'est du siège paroissial d'Homer.

## Historique
Cette localité est fondée en 1868 par W. R. Kennedy. À la fin du XIXe siècle, le village compte près de 120 habitants et quatre églises (église épiscopale méthodiste, église protestante méthodiste, église baptiste missionnaire et église baptiste primitive).

## Personnalités natives
- Karl Malone, joueur de basket-ball
- William M. Rainach (en), homme politique

## Source
- (en) Cet article est partiellement ou en totalité issu de l’article de Wikipédia en anglais intitulé « Summerfield, Louisiana » (voir la liste des auteurs).